# League of the South
League of the South (în română Liga Sudul; LS) este o organizație naționalistă, neoconfederată⁠(d) și supremacistă cu sediul central în Killen, Alabama a cărei scop principal este „o republică sudistă liberă și independentă”.
Membrii organizației susțin că partea de sud a Statelor Unite ale Americii este alcătuită din statele care au format Statele Confederate ale Americii (i.eAlabama, Arkansas, Florida, Georgia, Louisiana, Mississippi, Carolina de Nord, Carolina de Sud , Texas, Tennessee și Virginia ). Aceștia susțin concomitent că sunt o organizație socială și religioasă care militează în favoarea reîntoarcerii la o cultură sudistă tradițională⁠(d)și creștină.
Mișcarea și adepții săi sunt asociați cu grupurile alt-right. League of the South a făcut parte din coaliția Frontul Național⁠(d) alături de grupuri precum National Socialist Movement, fostul Partid al Muncitorilor Tradiționaliști⁠(d) și Vanguard America⁠(d). Grupul a participat la numeroase evenimente: protestul din Pikeville, manifestația Unite the Right și manifestația White Lives Matter în Shelbyville, Tennessee. Southern Poverty Law Center⁠(d) clasifică organizația drept grup care incită la ură.

## Istoric
Organizația a fost înființată în 1994 de Michael Hill și alți membri, printre care și avocatul Jack Kershaw  și istoricul Thomas Woods. Denumirea grupului este preluat de la League of United Southerners (în română Liga Sudiștilor Uniți), un grup fondat în 1858 cu scopul de a influența opinia publică, iar Lega Nord (în română Liga Nordului), o mișcare populistă din nordul Italiei, a influențat puternic grupul.
Prima denumirea aleasă a fost aceea de The Southern League, însă numele a fost schimbat în League of the South în 1996 pentru a nu fi confundați cu Liga Sudului⁠(d), o ligă de baseball. Printre primii membri s-au numărat profesori din sud, inclusiv Michael Hill, fost profesor de istorie și specialist în istoria celtică în cadrul Stillman College în Tuscaloosa.
În cadrul alegerilor prezidențiale din 2000, organizația l-a susținut pe Pat Buchanan și Partidul Reformat⁠(d).